# Schiraces mortua
Schiraces mortua là một loài bướm đêm trong họ Noctuidae.